# État lié
En physique, un état lié est un composé de deux ou plusieurs blocs constitutifs (particules ou solides) qui se comportent comme un seul objet. En mécanique quantique (où le nombre de particules est conservé), un état lié est un état dans l'espace de Hilbert qui correspond à deux ou plusieurs particules dont l'énergie d'interaction est négative, et ainsi ces particules ne peuvent être séparées sans un apport d'énergie. Le spectre énergétique d'un état lié est discret, contrairement au spectre continu des particules isolées. Il est en fait possible d'avoir des états liés instables avec une énergie d'interaction positive, en sorte qu'il y ait une « barrière d'énergie » qui puisse être franchie par effet tunnel afin de décroître cette énergie. Cela est vrai pour certains noyaux radioactifs et pour certains matériaux électrets capables de porter des charges électriques pour de plutôt longues périodes.
En général, un état lié stable existe dans un potentiel donné dans une dimension si des fonctions d'ondes stationnaires existent (normalisée dans l'intervalle du potentiel). Les énergies de ces fonctions d'ondes sont négatives.
Dans la théorie quantique des champs relativiste, un état lié stable de n particules de masses m1, ..., mn est considéré comme un pôle de la matrice S avec une énergie de centre de masse inférieure à la somme de celles des centres. Un état lié instable (voir résonance) est un pôle avec une énergie de centre de masse complexe.

## Exemples
- un proton et un électron peuvent être mus séparément ; l'énergie de centre de masse totale est positive, et une telle paire de particules peut être décrite comme un atome ionisé. Une fois que l'électron commence à « orbiter » autour du proton, l'énergie devient négative et l'état lié (atome d'hydrogène) est formé. Seul l'état lié de plus basse énergie, l'état fondamental est stable. Les autres états excités sont instables et se stabilisent en états liants moins énergétiques en émettant un photon.
- un noyau est un état lié de protons et de neutrons (nucléons).
- un « atome » de positronium est un état lié instable composé d'un électron et d'un positron. Il dégénère en photons.
- le proton lui-même est un état lié de trois quarks (deux quarks up et un quark down ; un rouge, un vert et un bleu). Cependant, contrairement au cas de l'atome d'hydrogène, les quarks ne peuvent pas être isolés. Voir confinement de couleur.

## Source
- (en) Cet article est partiellement ou en totalité issu de l’article de Wikipédia en anglais intitulé « bound state » (voir la liste des auteurs).